# Sky Tour
Sky Tour là chuyến lưu diễn vòng quanh Việt Nam thứ hai của ca sĩ, nhạc sĩ người Việt Sơn Tùng M-TP để quảng bá cho album tuyển tập đầu tiên của anh, m-tp M-TP (2017). Sky Tour diễn ra trong năm 2019, 3 năm sau chuyến lưu diễn đầu tiên M-TP Ambition – Chuyến bay đầu tiên tổ chức vào năm 2015 đến 2016. Chuyến lưu diễn có sự xuất hiện của 4 nhà sản xuất âm nhạc là Khắc Hưng, Slim V, Long Halo và Onionn. Chuyến lưu diễn hiện đang tạm kết thúc với buổi biểu diễn tại Hà Nội.
Chuyến lưu diễn nhận được những đánh giá tích cực từ giới chuyên môn và đã nhận được một đề cử tại giải thưởng Cống hiến năm 2020.
Bộ phim tài liệu về chuyến lưu diễn, Sky Tour Movie, sẽ được M-TP Entertainment phát hành vào ngày 12 tháng 6 năm 2020.

## Bối cảnh
Ngày 10 tháng 7 năm 2019, M-TP Entertainment cùng Sơn Tùng M-TP đã tổ chức buổi họp báo chia sẻ những thông tin chính thức về một chuyến lưu diễn, mà sau này đã được đặt tên là Sky Tour. Tại họp báo, Sơn Tùng M-TP cho biết Sky Tour 2019 là một món quà, một bữa tiệc âm nhạc thật hoành tráng cho những khán giả đã luôn yêu thương, ủng hộ anh trong thời gian vừa qua.
Sơn Tùng M-TP không ngần ngại thổ lộ những hoài bão của mình khi làm Sky Tour cũng như những hoạt động sắp tới. Với Sky Tour, Tùng cho biết anh không chỉ biểu diễn còn đảm nhận cả vai trò nhà sản xuất, tham gia vào quá trình xây dựng kịch bản cho chương trình. Anh khẳng định: "Tinh thần âm nhạc lần này sẽ trưởng thành hơn, không như những show khác. Phần visual sẽ đưa khán giả đến một thế giới khác".
Sơn Tùng chia sẻ rằng chính nhóm nhạc BTS đã đánh thức ước mơ "Mỹ tiến" trong trái tim anh, làm tiền đề để hình thành ra Sky Tour.
Chặng diễn thứ hai dự kiến năm 2020 sẽ tổ chức quảng bá cho album phòng thu sắp tới của anh, Chúng ta nhưng đã bị hủy do đại dịch COVID-19.

## Phát triển

### Sản xuất
Âm nhạc của Sơn Tùng M-TP trong Sky Tour bao gồm những ca khúc cũ được chọn lọc lẫn các ca khúc mới của nam ca sĩ. Sơn Tùng M-TP đã dành một thời gian dài làm việc với producer Onionn để cho ra đời những "chiếc áo hoàn toàn mới" cho "loạt hit đình đám" trong sự nghiệp của mình. Kết hợp với kỹ thuật dàn dựng, hệ thống sân khấu, ánh sáng tiêu chuẩn quốc tế, đêm nhạc hứa hẹn sẽ đẩy cảm xúc của khán giả bùng nổ và thăng hoa nhất. Các đêm nhạc được xây dựng trên một kịch bản chung của đạo diễn âm nhạc Long Halo. Tuy nhiên ở mỗi điểm đến, những bất ngờ ngẫu hứng từ Sơn Tùng M-TP cũng như các khách mời trong khi họ biểu diễn, giao lưu với fans sẽ là một ẩn số không trùng lặp, đảm bảo sẽ khiến khán giả đi từ bất ngờ này đến bất ngờ khác. Ngoài Sơn Tùng M-TP, đồng hành biểu diễn cùng Sky Tour còn có JustaTee, Rhymastic, Tiên Tiên, Kimmese, Kay Trần, Producer Onionn.
Sky Tour 2019 phân chia rõ ràng 2 phần, mở màn bằng lần lượt các set diễn của khách mời và phần 2 trọn vẹn sân khấu thuộc về Sơn Tùng M-TP.

### Lưu diễn
Ngày 27 tháng 7 năm 2019, đêm diễn đầu tiên trong khuôn khổ chuyến lưu diễn đã chính thức diễn ra tại thành phố Hồ Chí Minh. Ngay từ buổi sáng, người hâm mộ sở hữu tấm vé VVIP đã được tham gia sự kiện Meet&Greet - xem trước buổi tổng duyệt và giao lưu thân mật cùng Sơn Tùng M-TP. Tới 2 giờ chiều cùng ngày, các khán giả tham dự Sky Tour 2019 đã được check-in vào khu vực biểu diễn. M-TP Entertainment cũng dành tặng tất cả khán giả tham dự Sky Tour 2019 vòng tay phát sáng có thể thay đổi màu sắc theo từng tiết mục biểu diễn.
Ngày 4 tháng 8, đêm diễn thứ hai đã được diễn ra tại Đà Nẵng. Sân khấu Sky Tour được thiết kế với các màn hình đèn LED cỡ lớn và hệ thống âm thanh – ánh sáng chuẩn quốc tế. Những khán giả tham dự sự kiện cũng được tặng một chiếc vòng tay phát sáng. Đêm ngày 11 tháng 8, đêm diễn cuối cùng đã diễn ra tại Hà Nội.

## Danh sách bài hát
1. "Chạy Ngay Đi"
2. "Hãy Trao Cho Anh"
3. "Chúng Ta Không Thuộc Về Nhau"
4. "Lạc Trôi"
5. "Remember Me"
6. "Chắc Ai Đó Sẽ Về"
7. "Em Của Ngày Hôm Qua"
8. "Như Ngày Hôm Qua"

## Lịch diễn
| Ngày                | Thành phố             | Quốc gia | Địa điểm                        | Lượng vé bán |
| Chặng 1             | Chặng 1               | Chặng 1  | Chặng 1                         |              |
| ------------------- | --------------------- | -------- | ------------------------------- | ------------ |
| 28 tháng 7 năm 2019 | Thành phố Hồ Chí Minh | Việt Nam | Nhà thi đấu Quân khu 7          | 10.000       |
| 4 tháng 8 năm 2019  | Đà Nẵng               | Việt Nam | Cung Thể thao Tiên Sơn          | 10.000       |
| 11 tháng 8 năm 2019 | Hà Nội                | Việt Nam | Cung Thể thao Điền kinh Mỹ Đình | 10.000       |

## Đánh giá và giải thưởng
Chuyến lưu diễn nhận được những khen ngợi và đánh giá tích cực từ khán giả và giới chuyên môn về chất lượng âm nhạc, nội dung và bố cục chương trình. Tuy vậy theo nhiều người, chương trình lưu diễn vẫn còn nhiều bất cập như khâu kiểm soát vé và an ninh bên ngoài địa điểm tổ chức vẫn còn thể hiện sự thiếu chuyên nghiệp, thiếu nhanh gọn khi chưa có sự thống nhất thông tin giữa các bộ phận, khán giả phải chờ đợi rất lâu với hàng dài người xếp hàng và còn phải di chuyển liên tục; bass lớn làm giảm chất lượng thưởng thức âm nhạc; trong màn trình diễn của các nghệ sĩ khách mời, có những lúc ca sĩ hát, nhưng khán giả không thể nghe rõ; dàn âm thanh lớn nhưng thiếu sự trong trẻo, dễ gây ù tai và mệt mỏi khi nghe quá lâu; lịch trình sắp xếp chưa được khoa học.
Chương trình lưu diễn nhận được 1 đề cử giải thưởng Âm nhạc Cống hiến năm 2020 cho hạng mục Chương trình của năm.

## Thương mại
Vé tham dự Sky Tour được chia làm ba loại. Loại vé VVIP có giá 2.145.000 đồng, vé VIP 1.485.000 đồng và vé GA có giá 715.000 đồng và được phân phối độc quyền trên VinID. Chỉ sau một vài giờ mở bán, vé được bán ra ở buổi diễn tại thành phố Hồ Chí Minh đã được VinID công bố cháy vé.